# ميها ميفلجا
ميها ميفلجا (بالسلوفينية: Miha Mevlja) (12 يونيو 1990 بليوبليانا في سلوفينيا - ) هو لاعب كرة قدم سلوفيني في مركز الوسط. شارك مع منتخب سلوفينيا تحت 19 سنة لكرة القدم ومنتخب سلوفينيا تحت 21 سنة لكرة القدم. أما مع النوادي، فقد لعب مع اتحاد أبناء سخنين ودينامو بوخارست ونادي غوريتسا ونادي لوزان.

## وصلات خارجية
- ميها ميفلجا على موقع الاتحاد الدولي (مؤرشف)  (الإنجليزية)
- ميها ميفلجا على موقع الاتحاد الأوربي (الإنجليزية)
- ميها ميفلجا على موقع قاعدة بيانات كرة القدم.إي يو (الإنجليزية)
- ميها ميفلجا على موقع ناشيونال فوتبول تيمز (الإنجليزية)
- ميها ميفلجا على موقع Soccerway.com (الإنجليزية)
- ميها ميفلجا على موقع عالم كرة القدم.نت (الإنجليزية)
- ميها ميفلجا على موقع AS.com (الإسبانية)